# Струнний квартет № 3 (Джонстон)
Струнний квартет № 3 або Verging (укр. Межувати) — третій струнний квартет американського композитора Бена Джонстона, написаний 1966 року.

## Історія створення
Бен Джонстон написав струнний квартет протягом сабатікалу, взятого на 1966—1967 академічний рік в Університеті Іллінойсу, де він викладав. Обставини створення квартету описані у тексті «On Crossings (String Quartet no. 3 and String Quartet no. 4)», що увійшов до збірки творів Джонстона 2006 року. Композитор наголосив, що це був лише другий випадок в його кар'єрі, коли після довгої роботи над одним твором він швидко створював інший: першим були Соната для мікротонового фортепіано та Струнний квартет № 2, що було закінчено 1964 року; другим — Квінтет для груп та Струнний квартет № 3, створені 1966 року.
Третій квартет складався лише з однієї частини (Verging) тривалістю близько 16 хвилин, тому композитор тимчасово «відклав його в сторону». Лише 1973 року, коли Fine Arts Quartet замовив у Джонстона нову роботу, він написав Струнний квартет № 4 (The Ascent), передбачивши, що той може виконуватися як самостійно, так і в парі зі Струнним квартетом № 3.
Прем'єра третього квартету відбулася 15 березня 1976 року — в день п'ятдесятиріччя композитора. Конкорд-квартет виконав його разом зі Струнним квартетом № 4 під спільною назвою Crossings в концертній залі Alice Tully Hall в нью-йоркського Лінкольн-центру. За словами Джонстона, Crossings можна вважати як диптихом (Verging, The Ascent), так і триптихом (Verging, The Silence, The Ascent), якщо враховувати тишу в 1-2 хвилини між частинами.

## Музикознавчий аналіз
Струнний квартет № 3, як і його «попередник», другий квартет Джонстона, написаний в чистому строї, з використанням 53-тонового звукоряду, побудованого на основі мікроінтервалів із відношеннями частот, що засновані на простих числах 2, 3 та 5. Проте третій квартет є простішим для виконання, в тому числі через відсутність поліритмів, та більш мелодійним, і складається лише з однієї частини.
При написанні Струнного квартету № 3 Бен Джонстон використовував техніки серіалізму, застосувавши комбінаторні техніки до 53-тонового звукоряду, замість звичного 12-тонового. 53 тони були згруповані в 12 звуковисотних класів, кожен з яких містив в межах звичної половини тону близько п'яти трохи відмінних звуків: наприклад, D♭♭-, C, B♯, C+, C-. Основною серією з дванадцяти різних тонів (в цьому випадку — радше звуковисотних класів) була наступна: C E♭ D E C♯ F Bb G♯ A B F♯ G. Джонстон побудував подібні послідовності для кожного з 53 тонів, використовуючи чотири типи порядку нот, типових для додекафонії: прямий, інверсійний, ретроградний та ретроградно-інверсійний. Деякі з рядів містили додаткові мікротонові звуки, тому загальна кількість висот в межах октави збільшилася з 53 до 60.
На думку музикознавиці Хайді фон Гунден, попри строго визначений порядок нот, Джонстон зумів приховати серіальне походження свого твору, так що для слухача 12-тонові патерни не є очевидними, і попри наявний хроматизм, присутні мелодії та квазігомофонічні частини. Насправді ж, процес побудови квартету був настільки складним та вивіреним, що навіть сам Джонстон не міг пригадати всі деталі використання серіальної техніки, не звертаючись до своїх записів та чернеток.

## Видання
2006 року вийшов альбом Ben Johnston: String Quartets Nos. 2, 3, 4, & 9, який містив виконання Струнного квартету № 3 Кеплер-квартетом. Цей альбом став першим з серії із трьох дисків, на яких Кеплер-квартет записав всі десять струнних квартетів Бена Джонстона, деякі з яких прозвучали вперше.